# Miorița
Miorița este un poem folcloric românesc, răspândit în peste 1400 de variante în toate regiunile României. Este o creație populară specific românească, nefiind cunoscută la alte popoare. Cântecul a fost zămislit în zona sudică a Carpaților Orientali, la nordul Munților Vrancei. În Transilvania, are la bază un rit de inițiere și interpretat sub forma de colindă, în timpul sărbătorilor de iarnă. S-a transformat în baladă (în regiunile din sudul și estul țării), în această versiune fiind socotit un text literar desăvârșit din punct de vedere compozițional și stilistic. A fost analizat și comentat de cei mai de seamă oameni de cultură români. Motivul mioritic a constituit sursă de inspirație pentru scriitori, compozitori și artiști plastici români și străini. A fost tradus în peste 20 de limbi străine. Este socotit unul din cele patru mituri fundamentale ale literaturii românești.

## Originea și semnificația titlului
- Etimologie și semantică. Miorița - s.f., „oaie tânără, mială”; în general oaie; diminutiv de la mioară > mia (+ suf. -ioară), din lat. agnella (cf. Pușcariu, 1054; Capidan; etim. acceptată de DEX și DAR), prin disimularea grupului gn > mn > m, cu o formă intermediară (a)mnel (cf. Candrea-Densușianu) → (în l. rom.) miel, mia, mior.

- Semnificație mitologică. Oaia a fost domesticită de om din rațiuni economice, fiind crescută și sacrificată pentru hrană (carne, lapte și derivatele sale) și îmbrăcăminte (lână, piele). Apare în mitologiile unor popoare, ca simbol religios (creștinism), animal totemic sau animal fantastic (mitologiile caucaziene); ca animal oracular e semnalat numai în mitologia românească (balada Miorița). Oaia năzdrăvană din balada Miorița denunță unui cioban complotul urzit împotriva lui de alți doi fârtați.[8]

- Semnificație culturală. Cântecul mioritic este o creație folclorică reprezentativă  de factură pastorală. Reconstituirea genezei cântecului permite incursiuni în cultura și realitățile etnografice ale satului românesc tradițional.

- Semnificația și istoria titlului. În Transilvania este numit generic Colinda păcurarului. Episodul Oaia năzdrăvană a fost adăugat numai după ce cântecul a traversat Carpații și s-a transformat în baladă. Astfel, în sudul și estul țării, rapsozii îl numeau generic Cântecul mioarei.[9] Titlul baladei, Miorița, a fost propus pentru prima dată de către Vasile Alecsandri (1850), în mod convențional și ulterior acceptat unanim (la vremea respectivă versiunea primară, Colinda păcurarului nu era cunoscută de către folcloriști).

- Definirea cântecului "mioritic". Exegeții Mioriței [10] au definit-o ca fiind un bocet, epopee pastorală, cântec de jale, legendă, doină, cântec de nuntă, incantație rituală, cântec religios, mit, etnomit sau cântec din bătrâni. Adrian Fochi [11] a identificat două versiuni: colind (versiunea primară), cu circulație atestată în Transilvania, Banat, Crișana și Maramureș, respectiv baladă - în Oltenia, Muntenia, Dobrogea și Moldova. Miorița (colind / baladă) este o creație folclorică muzicală, în spațiul consacrat fiind interpretată vocal și instrumental (după caz), respectându-se caracterul sincretic (text - melos) specific creațiilor populare. Din punct de vedere al oralității, Miorița este un text literar cu valențe discursive. În plan exegetic este cel mai controversat text folcloric românesc, din cauza atitudinii aparent paradoxale a eroului principal (vezi Polemici despre fatalismul mioritic).

## Nuclee tematice în cântecul mioritic

### Versiunea colind
Cadrul epic inițial
- Locul dramei (muntele; urcarea oilor la munte)
- Tema ciobanilor (tema marilor și a verilor primari; tema micului / a străinului)
- Hotărârea ciobanilor (soborul păcurarilor; decizia nemotivată de a-l omorî pe cel mic)

Episodul testamentar
- Locul îngropării (în apropierea stânii)
- Obiectele îngropării (fluierul, trâmbița, tilinca, baltagul, toporul, lancea, bota)
- Plângerea oilor (bocetul)

Regim metric: 7/8 silabe; interpretare - grup de colindători; 
Circulație: Transilvania, Banat, Crișana, Maramureș; 
Notă: În unele variante, colinda se încheie cu episodul măicuței, compus din trei secvențe (coborârea de la munte și întâlnirea cu măicuța; motivațiile oferite măicuței pentru neîntoarcerea sa; măicuța îl așteaptă pe fecior, cu masa pusă); În zona Sălaj - Năsăud - Cluj, circulă tipul "fata de maior" (regim metric 5/6 silabe). Episodul "oaia năzdrăvană" este atipic pentru versiunea colind.

### Versiunea baladă
Cadrul epic inițial
- Locul dramei (plaiul; coborârea oilor de la munte; transhumanța)
- Tema ciobanilor
- Tema complotului (conflict economic)

Episodul "oaia năzdrăvană"
- Dialogul dintre mioriță și cioban (dezvăluirea complotului)

Episodul testamentar
- Locul îngropării (în apropierea stânii)
- Obiectele îngropării (fluierul)
- Bocetul oilor
- Tema nunții cu o fată de crai

Episodul măicuței
- Tema căutării ciobanului
- Tema nunții cu o fată de crai (repetiție)

Regim metric: 5/6 silabe; interpretare - individuală (rapsod);
Circulație: Oltenia, Muntenia, Dobrogea, Moldova;

## Epicul cântecului mioritic

### Versiunea colind
Trei păcurari urcă cu oile la munte ("Sus în vârfu muntelui, / Sub crucița bradului, / Mărgu-și trei păcurărei / Cu oile după ei"), primăvara, după Ruptu Sterpelor (Sâmbra oilor, Măsuriș), pentru a constitui stâna de vară. Doi dintre păstori sunt mai mari și între ei există o relație de rudenie ("Cei mai mari îs veri primari"). Al treilea este mai mic și este străin - de grupul profesional, de neamul celor doi ("Cel mai mic îi străinic"). Cel mic este supus unor probe de inițiere prefesionale, potrivit cutumelor pastorale străvechi ("Pe cel mai mic l-o mânat / Cu găleata la izvor"). Cei mari fac sobor (judecată) și decid să-l omoare pe cel mai mic, fără a se preciza motivația (proba morții inițiatice), lăsandu-i libertatea să decidă modalitatea prin care va fi omorat ("Ce mortiță tu poftești? / Ori din pușcă împușcat, / Ori din sabie tăiat?").
Replica celui mic (episodul "testamentar") indică: moartea prin decapitare ("Nici o moarte nu-mi poftesc / Fără capu mi-l tăieți"), dorința de a fi îngropat în preajma stânii ("Pe mine mă îngropați / În strunguța oilor"), cu mențiunea de a nu fi înhumat în cimitirul din sat ("Pă mine nu m-astupați / Nici în verde țintirim / C-acolo mi-oi fi străin"), învelit doar în scoarță de brad bătrân, iar alături de el să fie așezate trâmbița, fluierul, tilinca, toporul etc.; este invocată plângerea oilor ("Oile cele cornute / Mîndru m-or cânta pă munte").
În unele variante, "testamentul" păcurarului continuă cu prefigurarea sfârșitului anului pastoral ("Și-a zini Ziua Crucii, / Voi la țară-ți coborî"). Mama păstorului va întreba de soarta fiului său ("Măicuța v-a întreba / Coborăsc și eu ori ba?"), însă aceasta trebuie să știe doar că a rămas mai înapoi cu oile ("C-am rămas mai înapoi / Cu cele șchioape de oi") și va întârzia la cină ("Cina-n masă s-a răci, / Apa-n vasă s-a-ncălzi, / Eu la mama n-oi zini / Batăr cît m-ar agodi").

### Versiunea baladă
Trei ciobani coboară cu oile la vale ("Pe-un picior de plai, / Pe-o gură de rai") - tema transhumanței. Fiecare dintre ei este reprezentatul unei regiuni istorice românești : "Unu-i moldovan, / Unu-i ungurean (transilvănean) / Și unu-i vrâncean (sau muntean)". Doi dintre ei se sfătuiesc să îl omoare pe al treilea (tema complotului) pentru a-și însuși averea acestuia ("Că-i mai ortoman / Ș-are oi mai multe, / Mândre și cornute"). Oaia năzdrăvană îi dezvăluie ciobanului intențiile celor doi tovarăși, sfătuindu-l totodată să își ia măsuri de precauție ("Stăpâne, stăpâne, / Îți cheamă ș-un câne / ... / Că l-apus de soare / Vreau să mi te-omoare").
Replica ciobanului vizează indicații testamentare: dorința de a fi îngropat "în dosul stânii", iar la cap să-i fie așezat un fluier. Intuind bocetul oilor ("Ș-oile s-or strânge, / Pe mine m-or plânge / Cu lacrimi de sânge") și durerea măicuței ("Măicuță bătrână, / Cu brâul de lână, / Din ochi lăcrimând"), ciobanul îi cere mioarei năzdrăvane să le ascundă faptul că a fost ucis ("Iar tu de omor / Să nu le spui lor") și să le ofere drept pretext al dispariției sale, căsătoria sa cu o fată de crai (Să le spui curat / Că m-am însurat / C-o mândră crăiasă, / A lumii mireasă") - tema alegoria nuntă-moarte.

## Teme și secvențe evolutive (de la colind la baladă)
- Urcarea / coborârea oilor de la munte
- Numărul păstorilor
- Mioara năzdrăvană
- Obiectele meseriei
- Locul înhumării
- Bocetul. Măicuța bătrână

## Originea

### Sursa tematică
La baza cântecului mioritic (versiunea colind) stă un ritual de inițiere a tinerilor, ritual specific societății arhaice. Raportul dintre personaje (tema marilor vs. tema micului), corvoada muncilor la care e supus cel mic și străinic, soborul păstorilor și simulacrul judecății (omor nemotivat, ipotetic), definesc episodul testamentar ca o prefigurare a probei supreme (moartea inițiatică), după vechi cutume pastorale.
De-a lungul istoriei exegetice, s-au distins trei filoane principale din care cercetătorii au presupus că s-a zămislit Miorița: mitic, religios și etnografic.

### Locul de origine
Cântecul mioritic s-a zămislit în regiunea intracarpatică a României, între Moldova și Transilvania, în zona etnografică Mănăstirea Cașin, Bacău. Istoricii afirmă că acțiunea propriu-zisă a avut între punctul numit „Înțărcătoarea” (loc cunoscut pentru cabana Gheorghe Maurer și Păstrăvăria Înțărcătoarea) și muntele Zboina Verde, cunoscut pentru poienile sale. Cântecul a fost cules de Alecu Russo la Soveja, Vrancea în aprilie 1846, după fiind interpretat sub formă de colindă, pe parcursul sărbătorilor de iarnă (25 decembrie–6 ianuarie). 
Prima versiune existentă a Mioriței datează în 1843, în Cleja, Bacău (în apropiere de Soveja), unde Miorița a fost culeasă pentru prima dată de către preotul Ince János Petrás, după ce a auzit-o la localnicii comunei, în limba maghiară. Varianta culeasă de Petrás în 1843 a fost publicată la mult timp după moartea lui, abia în 1956, însă precede cu câțiva ani varianta românească notată de Alecu Russo în 1846, care a fost publicată de Vasile Alecsandri în 1850. Cercetătorii de folclor maghiari (Sándor Veress⁠(en)[traduceți], Pál Péter Domokos, Zoltán Kallós și alții) au întâlnit mai târziu variantele maghiare ale baladei românești și în alte sate ceangăiești din Moldova.
Contaminat cu alte motive folclorice, în regiunea centrală a Transilvaniei a dezvoltat tipul "fata de maior", iar în Muntenia și Moldova s-a transformat în baladă.
Abordările despre localizarea obârșiei Mioriței au fost marcate de subiectivism și patriotism local. Cea mai longevivă teorie a impus obârșia vrânceană, motiv pentru care a colectat cel mai mare număr de intervenții. Din a doua jumătate a secolului al XX-lea s-a vorbit tot mai insistent despre originea transilvăneană. În cele din urmă, toate aceste dispute s-au focalizat pe opoziția dintre colind și baladă, pe întâietatea uneia în defavoarea celeilalte.

### Momentul genezei
Ritualul de inițiere care stă la baza cântecului mioritic datează din perioada preistorică sau antică. În comunitățile pastorale din Transilvania, tradițiile străvechi s-au păstrat nealterate până în zorii mileniului III. O formă rudimentară a cântecului mioritic putea să ia naștere în primele secole ale mileniului II. Cristalizarea versiunii colind, conservate până în zilele noastre, datează din perioada medievală. Versiunea baladă datează de la sfârșitul secolului al XVIII-lea sau chiar începutul secolului al XIX-lea.

### Creatorul
Miorița este o producție folclorică, succesivă, socotită, deci, o creație anonimă, transmisă pe cale orală din generație în generație. 
Date fiind calitățile excepționale ale acestei creații—unicitatea, paradoxul și valențele artistice ale versiunii finale—problema creatorului a trezit un interes aparte în rândul celor preocupați de subiect. S-a afirmat că Miorița, la fel ca toate creațiile literaturii populare, este opera colectivă a poporului. Această concepție a fost exemplar definită de Vasile Alecsandri, atunci când a găsit de cuviință să afirme, într-un elan de entuziasm facil, că „românul e născut poet”. În scurt timp a apărut o altă teorie, situată la extrema celei dintâi: balada Miorița nu poate fi decât o creație individuală, opera unui ins înzestrat cu un talent nativ ieșit din comun. În această categorie s-au grupat toți admiratorii baladei și susținătorii obârșiei extracarpatice. Dintre ei s-a desprins un grup de radicali care au mers până la nominalizarea unor pseudo-creatori. Cea de-a patra direcție, dezvoltată din teoria evoluției, a pledat pentru o creație succesivă.

## Circulația cântecului mioritic
Spațiul românesc nu a fost un centru de iradiere euroregional, balcanic sau continental a cântecului mioritic, deși se cunoaște existența unui repertoriu destul de vast de creații populare migratoare, care au penetrat barierele lingvistice și culturale. Era de așteptat o difuzare a prototipului mioritic cel puțin la popoarele învecinate, chiar și în forme ușor alterate sau modificate, dar nu s-a semnalat circulația cântecului în folclorul altor comunități decât românești. “Folclorul românesc e original, între altele, prin Miorița, care - se știe – nu e cunoscută la alte popoare..." .
Explicație se întemeiază pe teoria evoluției și circulației textului, potrivit căreia cea mai mare parte din istoria acestui cântec se identifică cu versiunea-colind (în Transilvania), din vremuri (pre)medievale și până prin secolul al XVII-lea sau al XVIII-lea. În această perioadă cântecul a fost prea puțin cunoscut chiar și în provinciile istorice extracarpatice. Colindele, spre diferență de doine și balade, au un puternic caracter conservator, grație unor străvechi cutume și interdicții de interpretare în afara unui interval de timp consacrat (12 zile pe an). După săvârșirea procesului de metamorfoză (saltul în baladă), a apărut un context istoric, prielnic aspirațiilor unioniste, care i-a transformat pe cei trei eroi în exponenți ai celor trei provincii. Din acest moment, specificitatea a îngrădit definitiv orice potențială evadare în spații extraromânești.
Studiul lui Adrian Fochi (Miorița, 1964) semnalează prezența Mioriței, în fragmente sau texte alterate, în unele zone ce depășesc granițele administrative ale țării: zona macedoneană, sârbească, moldovenească, ucraineană și maghiară. Dar s-a menținut exclusiv în comunitățile vechi românești.

## Cea mai veche variantă
Cea mai veche variantă cunoscută a Mioriței  este o colindă din nord-estul Transilvaniei. Ea a fost consemnată, pe la 1792-1794, într-o garnizoană din Bistrița Năsăud, de către ofițerul Ioan Șincai, fratele lui Gheorghe Șincai. Manuscrisul a fost descoperit abia la sfârșitul secolului al XX-lea în Arhivele din Tîrgu Mureș și publicat în 1991, în revista Manuscriptum. Dar cea mai cunoscută variantă literară este varianta Alecsandri (versiunea baladă).

## Miorițaîn circuitul literar

### Descoperirea baladei
Prima variantă publicată este o baladă din zona Vrancea, culeasă, se pare, de Alecu Russo (în Munții Sovejei) în perioada februarie - aprilie 1846. Într-o scrisoare către A. Hurmuzachi, Vasile Alecsandri mărturisește că „această baladă mi-a fost adusă din Munții Sovejii de D. A.Russo, care o descoperise…”. Dar după stingerea din viață a lui A. Russo (1859),  Vasile Alecsandri își schimbă opinia (vezi nota la balada "Dolca" din volumul „Poesii populare ale românilor” (1866), unde îl indică drept informator al baladelor Dolca și Miorița pe un „anume Udrea”, un baci de la o stână de pe Ceahlău). Subiectul a fost tratat pe larg în mai multe studii.

### Publicarea baladei
Balada a fost publicată pentru prima dată de către Vasile Alecsandri, în secțiunea Cântece poporale românești din gazeta "Bucovina" din Cernăuți (an III, nr. 11, sâmbătă, 18 februarie 1850) cu titlul "Mieoara". Textul este republicat, în 28 august 1850, de Vasile Alecsandri, în bisăptămânalul "Zimbrul" (Iași). În 1852, Vasile Alecsandri include balada Miorița și în volumul Poesii poporale. Balade (Cântece păstorești). În anul 1854, Jules Michelet publică prima traducere a baladei într-o limbă străină, la Paris, în Légendes démocratique du Nord. În 1859, la Pesta, apare culegerea Poezia populară. Colinde, culese și corese de A. M. Marienescu. Una dintre aceste colinde poartă titlul Judecata păstorilor, fiind o variantă a Mioriței și se dovedește a fi similară cu textele care circulă în partea de nord-vest a Transilvaniei (Năsăud - Lăpuș).

### Varianta Alecsandri a baladei
Varianta Alecsandri (versiunea baladă) este socotită o variantă virtuală, deoarece în această formulă și alcătuire textul nu a fost niciodată întâlnit în spațiul consacrat al performării; este reprezentativ pentru că este alcătuit din fragmente autentice, tipice versiunii baladă;  conține aproape toate episoadele, temele, motivele și secvențele ce o definește din punct de vedere tipologic. Există și o variantă virtuală a versiunii colind, de factura livrescă, specifică tipului nord-maramureșean.
Este unanim acceptată ideea că Vasile Alecsandri a "îndreptat" această creație folclorică, în spiritul ideilor care circulau, în a doua jumătate a secolului al XIX-lea, printre folcloriștii români (vezi cap. Creatorul Mioriței). Dumitru Caracostea, Ovid Densușianu, Ion Diaconu, Adrian Fochi, Gheorghe Vrabie s-au referit la această problemă în studiile lor, analizând textele din perspectivă comparatistă și constatând un proces succesiv de îndreptare a variantelor pe traseul 1850-1852-1866. Suspiciunea e întemeiată, cu atât mai mult cu cât se știe că Vasile Alecsandri a născocit «cântece» întregi, precum Movila lui Burcel și Cântecul lui Mihai Viteazul, determinându-i pe unii să considere că varianta mioritică publicată de Vasile Alecsandri este o operă a acestuia (Duiliu Zamfirescu, 1909), iar pe alții să se îndoiască de „autenticitatea folclorică a primei versiuni a baladei”.
În general s-a acreditat ideea că Vasile Alecsandri „a extras din numeroasele variante ale Mioriței (..) forma perfect cristalizată”, cu atât mai mult cu cât „nu există nici un tablou sau vers din Miorița lui Alecsandri care să nu se găsească în una din numeroasele variante culese de atunci încoace pe întinsul țării, unele fiind prezente și în forma transilvăneană de colind, care are probabil o vechime mai mare decât balada”.